# Irricana
Irricana est une ville (town) du Comté de Rocky View, située dans la province canadienne d'Alberta.

## Démographie
En tant que localité désignée dans le recensement de 2011, Irricana a une population de 1 162 habitants dans 444 de ses 480 logements, soit une variation de -6.5% avec la population de 2006. Avec une superficie de 3,184 6 km2, la ville possède une densité de population de 364,881 0 hab/km2 en 2011.
Concernant le recensement de 2006, Irricana abritait 1 019 habitants dans 417 de ses 435 logements. Avec une superficie de 4,534 5 km2, la ville possédait une densité de population de 224,7 hab/km2 en 2006.
| 2001  | 2006  | 2011  | 2016  |
| ----- | ----- | ----- | ----- |
| 1 043 | 1 243 | 1 162 | 1 216 |